# Бибик, Фёдор Терентьевич
Фёдор Терентьевич Бибик (31.03.1910, Гомельская область — 02.05.1945) — сапёр сапёрного взвода 215-го гвардейского стрелкового полка, ефрейтор.

## Биография
Родился 18 марта 1910 года в деревне Первомайская Мозырского района Гомельской области. Белорус. Образование неполное среднее. Трудился столяром в колхозе. Затем слесарем на нефтебазе станции Мозырь.
В Красную Армию призван Мозырьским райвоенкоматом Полесской области Белорусской ССР. На фронте в Великую Отечественную войну с февраля 1944 года. Особо отличился в боях за освобождение Украины и на территории Польши.
Сапёр сапёрного взвода 215-го гвардейского стрелкового полка гвардии ефрейтор Фёдор Бибик 5 июля 1944 года южнее города Ковеля Волынской области Украины под огнём противника сделал проход в проволочном заграждении, через который прошли штурмовые группы. Приказом командира 77-й гвардейской стрелковой дивизии № 045 от 20 июля 1944 года гвардии ефрейтор Бибик Фёдор Терентьевич награждён орденом Славы 3-й степени.
26 августа 1944 года в боях за расширение плацдарма на левом берегу реки Висла юго-западнее города Пулавы под огнём противника сделал проходы в минном поле для разведчиков. Приказом по 69-й армии от 19 октября 1944 года ефрейтор Бибик Фёдор Терентьевич награждён орденом Славы 2-й степени.
19 января 1945 года под вражеским огнём проделал проходы близ города Лодзь, обезвредил 90 противопехотных и 50 противотанковых мин, чем способствовал наступлению стрелковых подразделений. В последующих боях, 24 апреля 1945 года был тяжело ранен. Умер от ран в полевом госпитале 2 мая 1945 года. Был похоронен в деревне Хайнерсдорф. В послевоенные годы в связи с проведением промышленного строительства, прах Ф. Т. Бибика перезахоронен в братскую могилу на немецком кладбище в городе Шведт, район Шведт, Земля Бранденбург.
Указом Президиума Верховного Совета СССР от 15 мая 1946 года за мужество, отвагу и героизм ефрейтор Бибик Фёдор Терентьевич награждён орденом Славы 1-й степени посмертно.
Награждён орденами Славы 1-й, 2-й и 3-й степени, медалями.